# Amphibulus flavipes
Amphibulus flavipes là một loài tò vò trong họ Ichneumonidae.